# L'Ombre des génies
L'Ombre des génies est le 5e épisode de la saison 4 de la série télévisée Angel.

## Résumé
Un article de Fred sur la théorie des supercordes est publié dans un journal scientifique et la jeune femme est conviée à une conférence de physique afin d'y faire un discours sur sa théorie. Elle y croise le professeur Seidel, son ancien enseignant. Angel et Gunn viennent soutenir Fred et Angel s'aperçoit que Wesley est également venu assister à la conférence. Alors que Fred expose sa théorie, un portail dimensionnel s'ouvre au-dessus d'elle et une créature aux gigantesques tentacules en sort pour s'emparer de Fred. Angel intervient et sauve la jeune femme. Pendant que Gunn et Angel mènent leur enquête pour savoir qui a ouvert ce portail, Fred rend visite à Seidel et découvre par hasard que c'est lui qui l'a expédiée à Pylea six ans auparavant. 
Décidée à se venger, malgré l'avis d'Angel et de Gunn, Fred demande son aide à Wesley. Pendant ce temps, Connor cherche à faire retrouver la mémoire à Cordelia et tous deux partagent un baiser après avoir tué un vampire. Angel se rend chez Seidel mais celui-ci invoque un démon et s'enfuit, seulement pour être assommé par Fred. Celle-ci explique à Seidel qu'elle a compris qu'il se débarrassait de ses plus brillants étudiants, qui risquaient de lui faire de l'ombre, en les expédiant dans d'autres dimensions. Elle ouvre à son tour un portail pour envoyer Seidel dans une dimension démoniaque mais Gunn intervient. Incapable de convaincre Fred de renoncer à son projet, Gunn tue Seidel et le pousse à travers le portail, à la grande surprise de Fred. Fred et Gunn cachent ensuite ce qui s'est passé à Angel, lui expliquant que Seidel a été accidentellement happé par son propre portail.

## Statut particulier
Noel Murray, du site The A.V. Club, évoque un épisode à l'action trépidante qui « se transforme brièvement en un débat sur la moralité de la vengeance » et revisite surtout le passé de Fred en y « ajoutant des détails inédits tout en faisant évoluer du même coup le personnage et l'arc narratif de la série ». Pour Patrick Pricken, du site Critically Touched, qui lui donne la note de B, l'épisode met en place beaucoup d'éléments, notamment en ce qui concerne les personnages de Fred et Cordelia, et est respectable pour tout ce qu'il met en œuvre mais n'est « ni suffisamment amusant, ni suffisamment intense » pour être vraiment plaisant.

## Distribution

### Acteurs et actrices crédités au générique
- David Boreanaz : Angel
- Charisma Carpenter : Cordelia Chase
- J. August Richards : Charles Gunn
- Amy Acker : Winifred « Fred » Burkle
- Vincent Kartheiser : Connor
- Alexis Denisof : Wesley Wyndam-Pryce

### Acteurs et actrices crédités en début d'épisode
- Andy Hallett : Lorne
- Stephanie Romanov : Lilah Morgan
- Randy Oglesby : le professeur Oliver Seidel

### Acteurs et actrices crédités en fin d'épisode
- Jerry Trainor : Jared
- Jennifer Tracy : Laurie Drummond